# Slovenska Bistrica
Slovenska Bistrica là một khu tự quản (tiếng Slovenia: občine, số ít – občina) trong vùng Podravska của Slovenia. Slovenska Bistrica có diện tích 260.1 km2, dân số là theo điều tra ngày 31 tháng 3 năm 2002 là 22893 người. Thủ phủ khu tự quản Slovenska Bistrica đóng tại Slovenska Bistrica.